# Сгрила (Месина)
Сгрила је насеље у Италији у округу Месина, региону Сицилија.
Према процени из 2011. у насељу је живело 42 становника. Насеље се налази на надморској висини од 221 м.